# Administration de la nature et des forêts
Pour les articles homonymes, voir ANF.
L'Administration de la nature et des forêts (en luxembourgeois : Naturverwaltung), abrégé en ANF, est placée sous l'autorité du ministre de l'Environnement.
Elle a pour principales missions :
- la protection de la nature, des ressources naturelles, de la diversité biologique et des paysages ;
- la protection et la gestion forestière durable des forêts soumises au régime forestier ;
- la protection et la gestion durable des ressources cynégétiques ;
- la surveillance et la police en matière de protection de la nature, des forêts, de chasse et de pêche.

Elle doit également assurer la promotion d'une gestion forestière durable dans les forêts privées, et sensibiliser le public dans les domaines de la nature et des forêts.